# Shin Gekijō-ban Initial D: Legend
Shin Gekijō-ban Initial D: Legend (jap. 新劇場版「頭文字D」Legend) – japońska seria pełnometrażowych filmów animowanych wyprodukowana przez Liden Films i Sanzigen oraz wyświetlana w japońskich kinach w latach 2014–2016. Seria produkowana była na podstawie mangi Initial D autorstwa Shūichiego Shigeno i jest powtórzeniem wydarzeń w niej ujętych.

## Produkcja
Pierwsza część z tej serii została zapowiedziana w lipcu 2013, zaś pierwszy zwiastun pojawił się w serwisie YouTube 6 listopada tego samego roku. 15 maja 2014 pojawił się kolejny zwiastun, w którym przedstawiono obsadę, natomiast premiera miała miejsce 23 sierpnia tego samego roku. Druga część z tej serii została zapowiedziana 17 grudnia 2014, natomiast zwiastun został opublikowany 27 lutego 2015. Premiera odbyła się 23 lipca tego samego roku. 6 sierpnia ogłoszono, że seria doczeka się trzeciej i ostatniej części, której premiera odbyła się 6 lutego 2016.

## Fabuła

### Legend 1: Kakusei
Film rozpoczyna się od momentu, w którym Kōichirō Iketani w trakcie powrotu do domu na górze Akina, jest świadkiem improwizowanej bitwy pomiędzy Keisuke Takahashi z Akagi RedSuns i tajemniczą Toyotą Sprinter Trueno AE86, która wymyka się i pokonuje Keisuke.
Następnego ranka na stacji benzynowej Iketani zaprasza swoich współpracowników Takumi Fujiwarę i Itsukiego Takeuchi na spotkanie ze swoją drużyną na górze Akina. Później tej nocy okazuje się, że Akagi RedSuns i Akina Speedstars już tam były. Keisuke nieustannie chciał się ścigać i rzucać wyzwanie „potwornym” AE86, podczas gdy Ryōsuke, brat Keisuke i lider RedSuns, wykorzystuje spotkanie, aby zainicjować swoje plany zdominowania regionu Kanto. Podczas swojej praktyki drużyna Speedstars jest wymanewrowana przez zaawansowane techniki jazdy RedSuns, ale nie powstrzymuje Iketaniego przed nadążaniem. Robiąc to, uderza ostrym uderzeniem w drogę, przez co traci kontrolę i doznaje wypadku.
Następnego dnia Iketani dowiaduje się, że jego szef, Yuichi Tachibana, ujawnia, że AE86 to pojazd dostawczy tofu należący do Bunty Fujiwary, ojca Takumiego. Iketani desperacko prosi Buntę o zastąpienie go, ale Bunta odmawia, twierdząc, że jest na to za stary, by zastąpić Iketaniego. Kilka dni później Takumi prosi Buntę o pożyczenie AE86, aby mógł umówić się na randkę ze swoją dziewczyną, Natsuki. Bunta ostatecznie się zgadza, ale pod warunkiem, że Takumi musi udać się do na górę Akina w sobotnią noc i pokonać Keisuke w wyścigu. Bez wiedzy innych, to Takumi pokonał Keisuke podczas pierwszego spotkania, kiedy wracał do domu z porannej jazdy.
Takumi później przybywa na wyścig ku oszołomieniu drużyny Speedstars. Po tym, jak Takumi wyjaśnia swój powód, Iketani pozwala Takumiemu ścigać się. Na początku wyścigu Keisuke przejmuje prowadzenie, ale doświadczone umiejętności Takumiego pozwalają mu nadrobić zaległości w trakcie wyścigu. Ostatecznie Takumi wyprzedza i pokonuje Keisuke, wbijając opony w rynnę na pięciu kolejnych spinkach. Po bitwie Keisuke mówi Takumiemu, aby nie przegrał żadnego wyścigu do czasu rewanżu. Pomimo twierdzenia, że Takumi nie jest wyścigowcem, Keisuke twierdzi, że jego umiejętności wyścigowe są częścią jego własnej dumy, zanim ostatecznie odejdą.
Następnego ranka Takumi i Natsuki bawią się na plaży podczas ich randki, gdzie Takumi zdaje sobie sprawę ze swojego doświadczenia z wyścigu poprzedniej nocy. Gdy Takumi wyrusza na poranne dostawy, przygotowuje się na następne bitwy.
W scenie post-kredytowej czarny Nissan Skyline GT-R R32, napędzany przez Takeshiego Nakazato z Myogi NightKids, szturmuje górę Akina w poszukiwaniu AE86.

### Legend 2: Tōsō
Film rozpoczyna się od rzucania wyzwania przez Takeshiego Nakazato wobec Ryōsuke Takahashiego. Następnie Nakazato wspomina mu, że jest świadkiem techniki rynnowej Takumiego Fujiwary, której użył do pokonania Keisuke i wierzy, że walczący z Takumim uczyni rzeczy interesującymi. Ryōsuke uważa jednak, że samochód Nakazato nie jest w stanie pokonać AE86, ku jego wielkiemu rozczarowaniu.
Następnego dnia Nakazato przybywa na stację benzynową, gdzie spotyka Itsukiego Takeuchiego, który odjeżdżając przypadkowo akceptuje wyzwanie Nakazato. Jednak Takumi później odmawia przyjęcia wyzwania, ponieważ nie jest zawodnikiem pomimo przekonania Itsukiego. Tymczasem Yuichi Tachibana słyszy sytuację i mówi drużynie Akina Speedstars, dlaczego Takumi odmawia wyścigu. Odniósł się do Takumiego, jak dobry jest Nakazato i że nikt nie pomyśli, że jest tchórzem, jeśli odmówi. Później Takumi zmienia zdanie, ale kiedy przyjeżdża do domu, jest zszokowany, gdy odkrywa, że jego ojciec, Bunta, zabrał już ze sobą AE86. Takumi czeka rozpaczliwie i zdaje sobie sprawę z tego, ile już ma zawodników.
Tymczasem na górze Akina, drużyna Speedstars próbuje przeprosić NightKids za swój popełniony błąd. Jak już to zrobili, Takumi przybywa do AE86, ku ich wielkiej uldze. Wraz z rozpoczęciem wyścigu Nakazato przejmuje prowadzenie, a Ryōsuke i Keisuke podążają za widzami. W trakcie wyścigu umiejętności jazdy Nakazato samochodem z napędem AWD trzymają Takumi na dystans. Bez jego wiedzy, Bunta dostroił zawieszenie AE86, pozwalając Takumi pozostać na ogonie Nakazato. Gdy zbliżają się do pięciu kolejnych spinek, Nakazato blokuje wnętrze, zmuszając Takumiego do próby wyprzedzenia Nakazato z zewnątrz. Ostatecznie wjeżdża na zewnątrz, powodując, że Takumi wjeżdża do środka, wyprzedzając Nakazato, który próbuje ponownie go zablokować, ale jego samochód się obraca i uderza w barierkę, przez co przegrywa.
Następnego dnia Nissan Silvia S13 należącego do Iketani zostaje w pełni naprawiony, a wraz z Itsukim zabrali go na górę Akina, aby go przetestować. Następnie zostali napadnięci przez grupę NightKids prowadzoną przez kolegę z drużyny Nakazato, Shingo Shoji i jego czerwoną Hondę Civic SiR II EG6. Shingo następnie zderza się z samochodem Iketaniego, sprawiając, że się kręci. Takumi przybywa i jest świadkiem sytuacji, w której odjechali NightKids. Wracając na szczyt góry Akina, Iketani domaga się przeprosin Shingo, na które zgadza się, jeśli straci wyzwanie „taktyki śmierci taśmy klejącej” przeciwko Takumiemu, podczas której prawa ręka kierowcy jest przyklejona do kierownicy. Shingo przyznaje, że jeśli Takumi przegra, Shingo obali Nakazato jako nowego lidera NightKids.
Gdy zaczyna się ich wyścig, taśma Takumiego prawie doprowadziła do wypadku. Następnie dowiaduje się, że mniej kierowania pozwoli mu na szybsze pokonywanie zakrętów. Shingo niecierpliwi się niezdolnością Takumiego do wypadku. Tak więc wpada na AE86 sprawiając, że się kręci. Takumi udaje się jednak uniknąć wypadku i odzyskuje kontrolę. Rozwścieczony Takumi jeździ lekkomyślnie, nawet posuwając się do cięcia rogów i uderzania w poręcze. Ostatecznie wyprzedza Shingo, używając techniki rynnowej. Shingo, odmawiając przegranej, decyduje się zakończyć wyścig w podwójnym wypadku, ale Takumi kontruje czas i wyprowadza się z drogi Shingo, powodując jego wypadek i przegranę.
Następnego dnia film kończy się otrzymaniem przez Takumiego bukietu kwiatów w trakcie pracy, wraz z kartą adresowaną do AE86, która następnie jest formalnym wyzwaniem rzuconym przez Ryōsuke.

### Legend 3: Mugen
Film rozpoczyna się od momentu, w którym Takumi Fujiwara ściga ulicznych zawodników NightKids za wyśmiewanie się z nowej Toyoty AE85 należącej do Itsukiego Takeuchiego, którą uważa za AE86, i im wymyka się. Następnie Itsuki mówi Takumiemu, że jest zdumiony, odkrywając swoje nowe uznanie dla samochodu.
Następnego dnia zbliża się bitwa Takumiego z Ryōsuke Takahashim. Gdy Takumi i jego dziewczyna, Natsuki Mogi, wychodzą na randkę, Takumi zastanawia się, jak daleko ścigał się latem, i staje się ciekawy wyniku nadchodzącej bitwy z Ryōsuke. Tej nocy był widziany podczas jazdy Nissanem Silvią S13 Kōichirō Iketaniego. Tej samej nocy jego ojciec, Bunta Fujiwara, poprowadzi AE86 z Yuichi Tachibaną, aby przetestować jego nowo dostrojone zawieszenie w ramach przygotowań do bitwy.
Następnej nocy Ryōsuke Takahashi obniża moc swojej Mazdy RX-7 do 260 KM, co uważa, że dałoby mu przewagę i moc, której potrzebuje, by pokonać Takumiego. Następnie komentuje, że to podejście do wyścigu sprawia, że wraca do swoich wcześniejszych czasów wyścigów, jako „Akagi's White Comet”.
Następnego dnia Natsuki staje się podejrzliwa wobec braku zainteresowania nią przez Takumiego. Później wyznaje mu retrospekcję, kiedy Takumi uderzył swojego byłego chłopaka dwa lata temu za wykorzystywanie seksualne. Ona nawet przeprasza Takumiego za brak wcześniejszego wyjaśnienia, które Takumi przyjmuje. Później, drużyna Akina Speedstars podejrzewa, że zainteresowanie Natsuki przez Takumiego powoduje, że się rozstaje, więc Itsuki jeździ z Takumim na górę Akina później tej nocy, aby pomóc odzyskać koncentrację na wyścigach. Tam byli świadkami improwizowanej bitwy między poprzednimi rywalami Takumi, Keisuke Takahashim i Takeshim Nakazato.
Na noc przed wyścigiem Ryōsuke wspomina Keisuke, że wycofuje się z wyścigów ulicznych, jeśli przegra z Takumim, ale potwierdzi swoje plany zdominowania regionu Kanto. Takumi przybywa i zaczyna się wyścig. Takumi zaczyna z przodu, ale jest pod presją umiejętności prowadzenia Ryōsuke, które są tak samo dopasowane do umiejętności Takumiego, zwłaszcza w jego biegu rynnowym. Ostatecznie, w pięciu kolejnych spinkach, Takumi staje się nadciśniony i zbyt szybko wchodzi w kąt, przez co traci kontrolę i pozwala Ryōsuke objąć prowadzenie.
Ostatecznie opony Ryōsuke zużywają się, a Takumi radzi sobie z nim. Gdy zbliżają się do ostatniego zakrętu, Takumi próbuje wyprzedzić na zewnątrz. Opony Ryōsuke powodują, że zjeżdża na zewnątrz, pozwalając Takumiemu na pokonanie wnętrza i wygranie wyścigu.
Po bitwie Takumi pyta Ryōsuke, dlaczego zwolnił podczas ostatniej części wyścigu, na co odpowiada, mówiąc Takumiemu prawdę i akceptując porażkę. Następnie mówi mu, by nie zadowalał się małą sceną, taką jak góra Akina, i że jest tam znacznie większy świat.
Kilka nocy później Takumi jest ścigany z pomarańczową Toyotą GT86, gdy rano jeździ na górę Akina.
W scenie post-kredytowej Ryōsuke zapraszany jest przez Takumiego do dołączenia do nowego zespołu, Project.D.

## Obsada
| Postać            | Seiyū            |
| ----------------- | ---------------- |
| Takumi Fujiwara   | Mamoru Miyano    |
| Bunta Fujiwara    | Hiroaki Hirata   |
| Natsuki Mogi      | Maaya Uchida     |
| Kōichirō Iketani  | Hiroshi Tsuchida |
| Keisuke Takahashi | Yūichi Nakamura  |
| Ryōsuke Takahashi | Daisuke Ono      |
| Itsuki Takeuchi   | Minoru Shiraishi |
| Yuichi Tachibana  | Tomoyuki Shimura |
| Kenji             | Anri Katsu       |
| Kenta Nakamura    | Yoshiya Naruke   |
| Takeshi Nakazato  | Junichi Suwabe   |
| Shingo Shoji      | Shuhei Sakaguchi |
| Mako Sato         | Yumi Hara        |
| Sayuki            | Kaya Okuno       |